# Боюк Мерджанли
Боюк-Мерджанли (дослівно — Великий Мерджанли) — село в Джабраїльському районі Азербайджану. Довгий час перебувало під окупацією Вірменії та невизнаної Республіки Арцах, яка вважала його частиною провінції Гадрут. 27 вересня 2020 року внаслідок зіткнень було визволено збройними силами Азербайджану.
Раніше в ході Горадизької операції Азербайджан визволив село Джоджуґ-Мерджанли (Маленький Мерджанли), де закріпився внаслідок Чотириденної війни.

## Визначні уродженці
- Казим Мамедов — національний герой Азербайджану.[3]